# هارکوورت (آیووا)
هارکوورت (به انگلیسی: Harcourt) شهری در ایالت آیووا کشور ایالات متحده آمریکا است که جمعیت آن در سرشماری سال ۲۰۱۰ میلادی، ۳۰۳ نفر بوده‌است.